# Spider Robinson
Pour les articles homonymes, voir Robinson.
Œuvres principales
- La Danse des étoiles

Spider Robinson, né le 24 novembre 1948 dans le Bronx (New York), est un écrivain canadien de science-fiction récompensé par les prix Hugo, Nebula et Locus.

## Œuvres

### Trilogie Deathkiller
1. (en) Mindkiller, 1982
2. (en) Time Pressure, 1987
3. (en) Lifehouse, 1997

### Trilogie Stardance
Cette série a été écrite en collaboration avec sa femme, Jeanne Robinson.
1. La Danse des étoiles, Calmann-Lévy, coll. « Dimensions SF », 1979 ((en) Stardance, 1979)Roman contenant le roman court La Danse des étoiles, prix Hugo du meilleur roman court 1978, prix Nebula du meilleur roman court 1977 et prix Locus du meilleur roman court 1978, ainsi que le roman Stardance II
2. (en) Starseed, 1991
3. (en) Starmind, 1995

### Série Callahan
1. Le Bar du coin des temps, Le Masque Science Fiction no 111, 1980 ((en) Callahan's Crosstime Saloon, 1977)
2. (en) Time Travelers Strictly Cash, 1981Contient également des histoires n'appartenant pas à la série
3. (en) Callahan's Secret, 1986
4. (en) Callahan's Lady, 1989
5. (en) Lady Slings the Booze, 1992
6. (en) The Callahan Touch, 1993
7. (en) Off the Wall at Callahan's, 1994
8. (en) Callahan's Legacy, 1996
9. (en) Callahan's Key, 2000
10. (en) Callahan's Con, 2003

### Romans indépendants
- (en) Telempath, 1976
- (en) Night of Power, 1985
- (en) The Free Lunch, 2001
- (en) Very Bad Deaths, 2004
- (en) Variable Star, 2006

### Recueil de nouvelles
- (en) Antinomy, 1980
- (en) The Best of All Possible Worlds, 1980Collection d'œuvres d'autres auteurs éditées et introduites par Spider Robinson
- (en) Melancholy Elephants, 1984
- (en) True Minds, 1990
- (en) User Friendly, 1998
- (en) By Any Other Name, 2001
- (en) God Is an Iron and Other Stories, 2002

### Discographie
- Belabouring the obvious (2000)

### Recueil d'articles de critique
- (en) The Crazy Years: Reflections of a Science Fiction Original, 2004Recueil d'articles parus dans The Globe and Mail